# 鴻池の犬
『鴻池の犬』（こうのいけのいぬ）は上方落語の演目の一つ。前半は拾われた捨て犬が豪商にもらわれていく内容だが、後半はその犬を主人公として描かれる。

## あらすじ
ある商家の軒先に捨て犬があった。丁稚が主人の許しを得て黒、白、ぶちの子犬3匹を世話するなか、通りすがりの男から黒犬をほしいという申し出がある。その男は、日を改めて吉日に再び来た。持参したのは、鰹節、酒、反物の数々。これを犬には不相応として断る主人。しかし、男曰く、自分は鴻池善右衛門の使いであり、そこで飼っていた黒犬が死んで以来、かわいがっていた同家の息子が気落ちしており、そのため見つけたこの黒犬がぜひとも欲しいと言う。いわば養子にもらうための贈り物、という経緯に主人も納得し、豪華な輿に乗せられもらわれて行く黒犬。
鴻池宅では息子が元気を取り戻したが、再び万一のことがあってはならないと、医者3人が黒犬に付きっきりとなる。広い敷地で豪勢な餌を与えられ大切に育てられた黒犬は、やがて「鴻池の大将」と慕われる近所のボス犬に成長する。
ボスとして犬同士のケンカの仲裁などをする日々のなか、近辺で見慣れない痩せ細った犬が、地回りの犬に見とがめられ、追われて鴻池宅前まで逃げて来る。追っ手の犬達を諭しながら、事情を聞く黒犬。痩せ犬の生い立ちを聞けば、3匹の兄弟で捨てられていたが、船場、南本町の池田屋で拾われて育ち、兄弟のうち黒犬は鴻池家にもらわれ、白犬は交通事故で他界、当の痩せ犬は悪い仲間と付き合ううちに病気にかかり、池田屋から追い出された。そこで、黒犬と痩せ犬は生き別れた兄弟であることが判明、このままでは兄として「世間様に尾が上がらぬ」と、黒犬が面倒を見ることになる。
「来い来い来い……」の声がする方へ、黒犬が行って戻ると、鯛の焼き物、う巻きなどの贅沢な食事をもらってくる。みたび「来い来い来い……」の声があるが、今度はしょんぼりして戻って来る。弟が訳を尋ねると、黒犬が「ぼんに『しー来い来い来い』言うて、おしっこさしてたんや」。